# Садиба на вулиці Саксаганського 112
Садиба на вулиці Саксаганського 112 — комплекс історичних будинків в центрі Києва 1898—1900 років.

## Опис
Прибутковий комплекс австрійця Й.Голуба, що складається з будинку червоної лінії та флігеля. Зведені за проектом архітектора Андрія Краусса, флігель будувався під наглядом М. Горденіна.
У січні 1918 року будинки пошкоджено російськими окупантами. Реконструкція відбулася 1930-х роках, а потім 1956 року.
Головний будинок чотириповерховий з цокольним поверхом, цегляний, з симетричним фасадом, оздоблений у стилі історизм з елементами неоренесансу. Має численні гіпсові деталі: жіночі та левові маски на замкових каменях, гротескний орнамент на ризалітах, рослинний у підвіконнях. На фасаді є центровий та флангові портики композитного ордера. Між ними розміщені балкони. Шпиль у завершенні центральної осі — втрачено. Перший поверх має руст. Будинок має розвинутий карниз з модульйонами, центральний ризаліт — напівциркульний фронтон з гербом в овалі, перекриття пласкі, дах двосхилий, з бляшаним перекриттям. Лиштви центральних вікон складаються з пілястрів з орнаменту з монет. Над головним входом розміщується рельєфний десюдепорт з виноградними гронами, амурами, що читають книжки та грають на сопілках. Бічні фасади зроблено у вигляді брендмауерів.
Входи у квартири мають ошатні портали з жіночими масками. Стіни вестибюля розбиті на фільонки з рослинним фризом. Проїзд у південному крилі має перекриття з плафонами, з овальними і цикрульними розетками. Над отвором проїзду — картуш у лапах грифонів з датами будівництва та реконструкції — 1900. Наразі проїзд перетворений на кафе.
Флігель п'ятиповерховий з цокольним напівповерхом. Оздоблений як і головний будинок у стилі історизм, проте декорований менше. Останній поверх увінчано розірваним криволінійним фронтоном.

## Жителі
У будинку проживав вчений Радціг Олександр Олександрович. В 1910-х рока у садибі містилися приватні навчальні заклади.

## Галерея

### Зовнішній вигляд

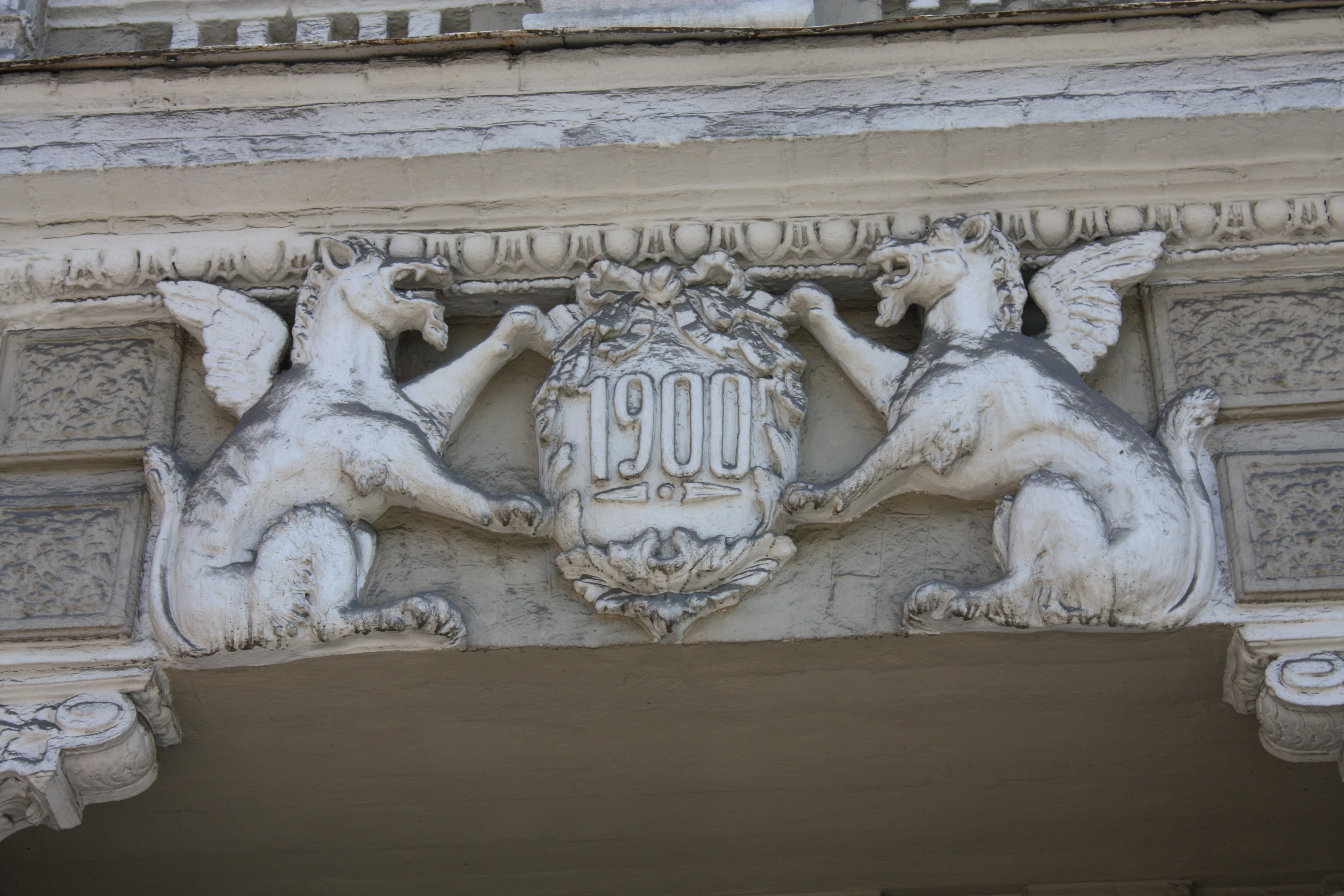
Грифони
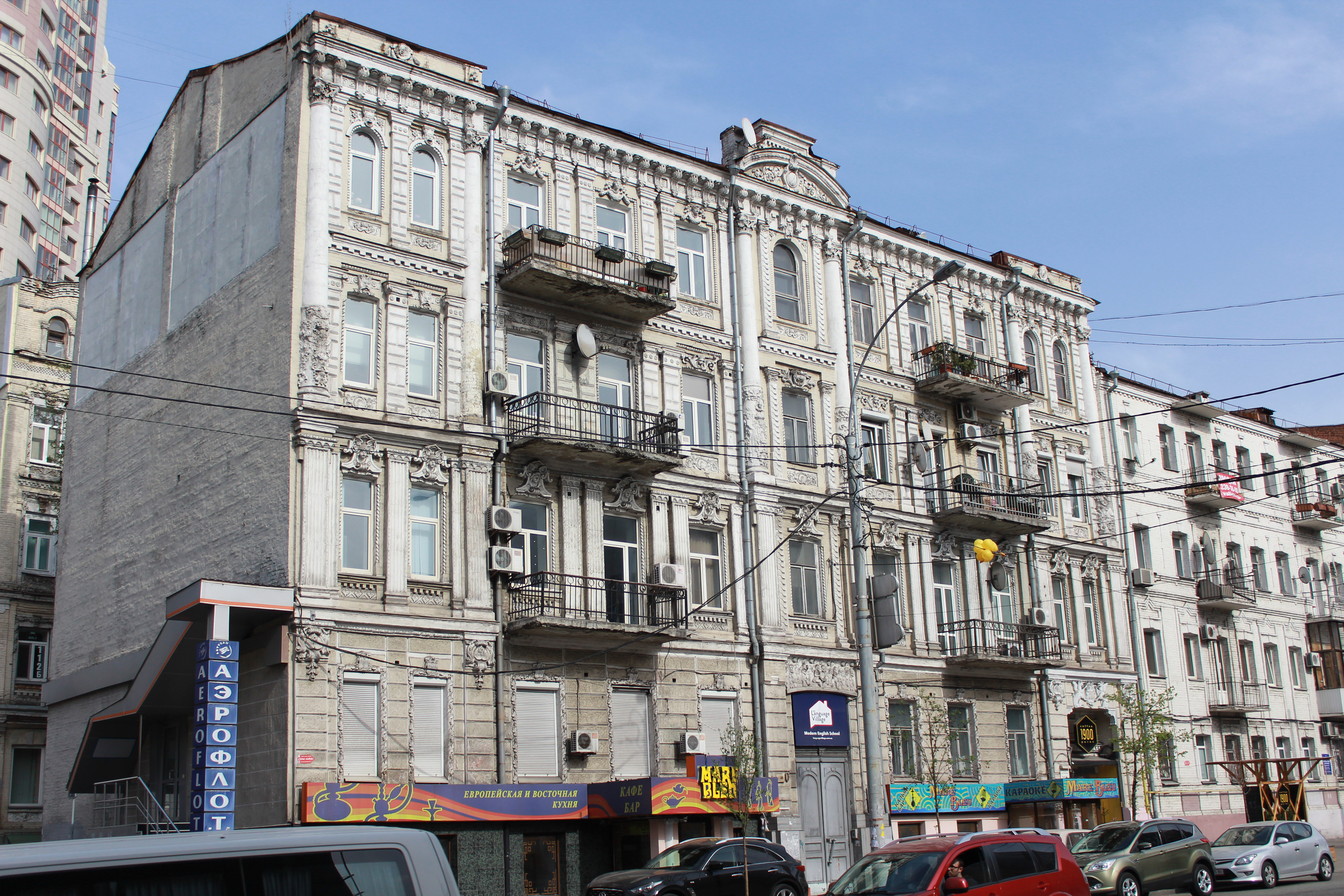
Загальний вигляд
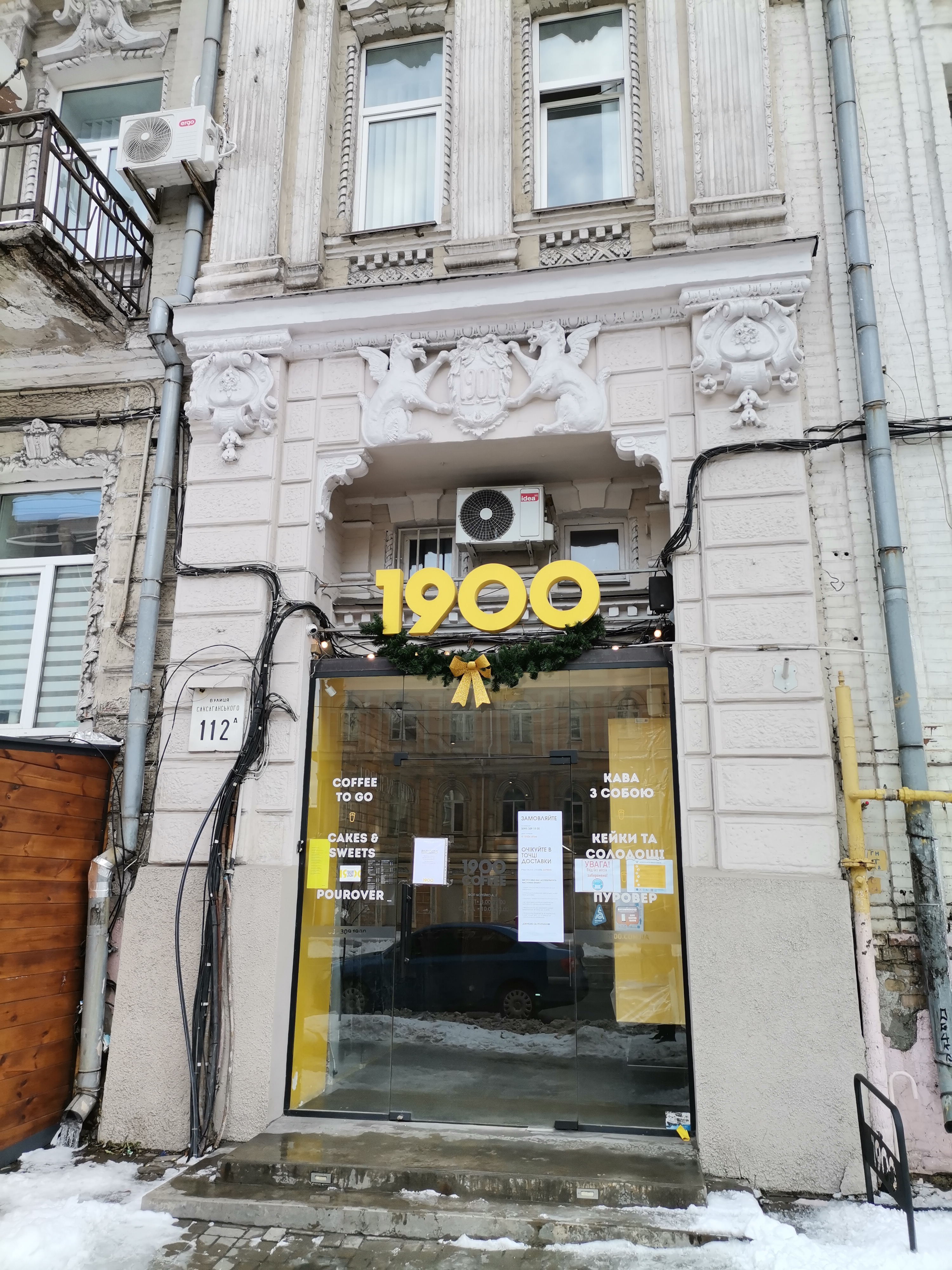
Проїзд, перетворений в кафе
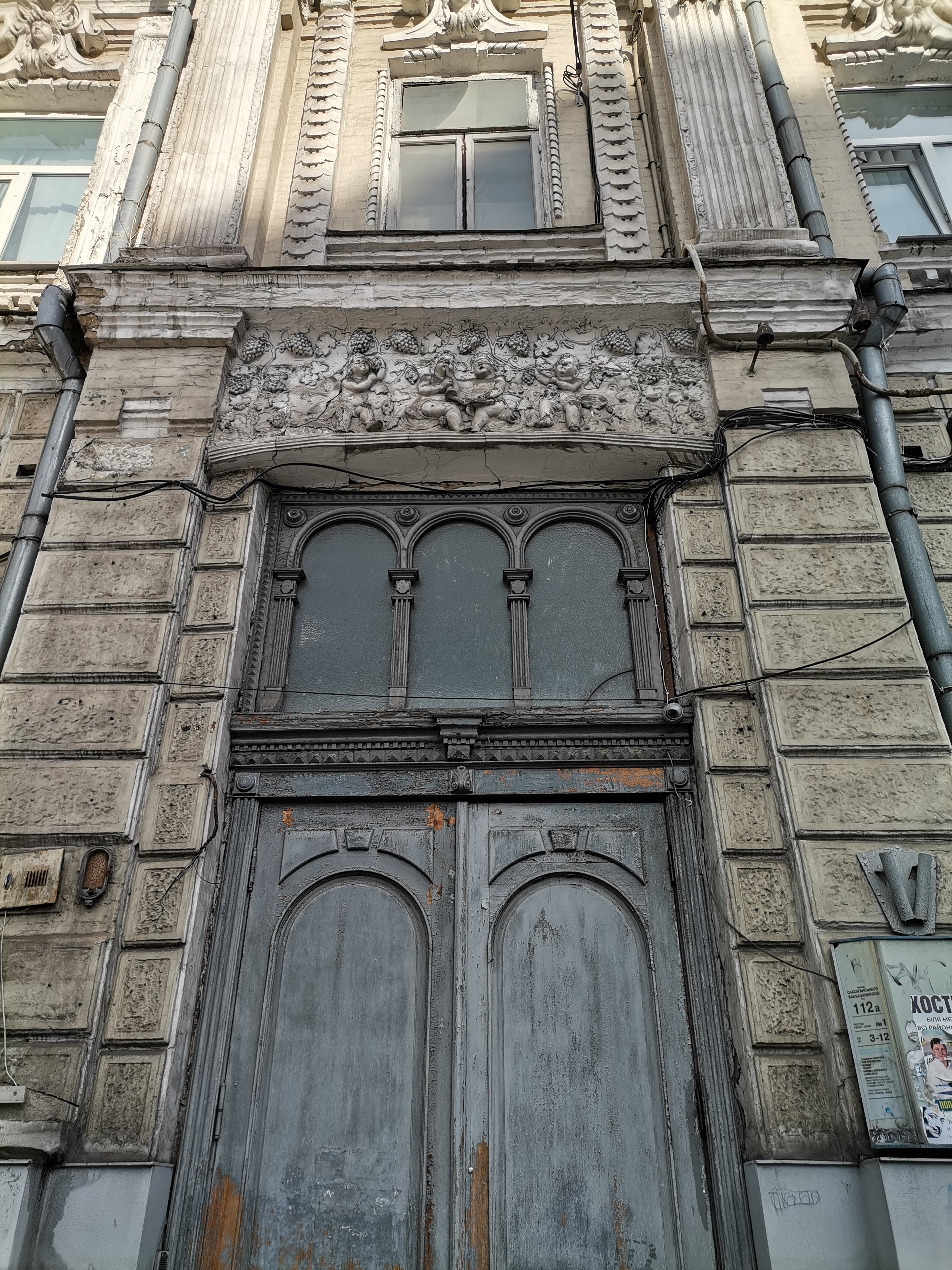
Десюдепорт
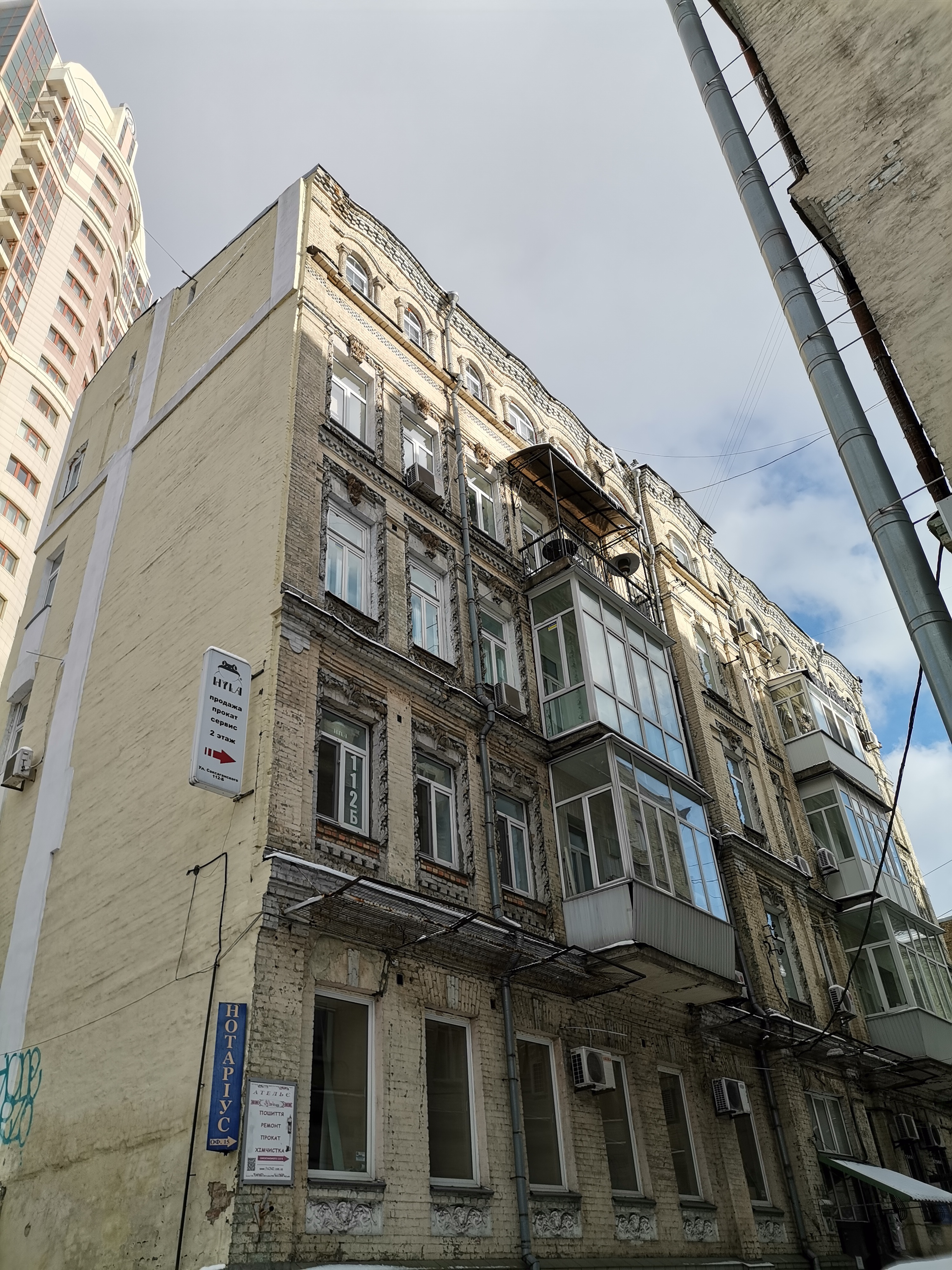
Флігель

### Інтер'єр

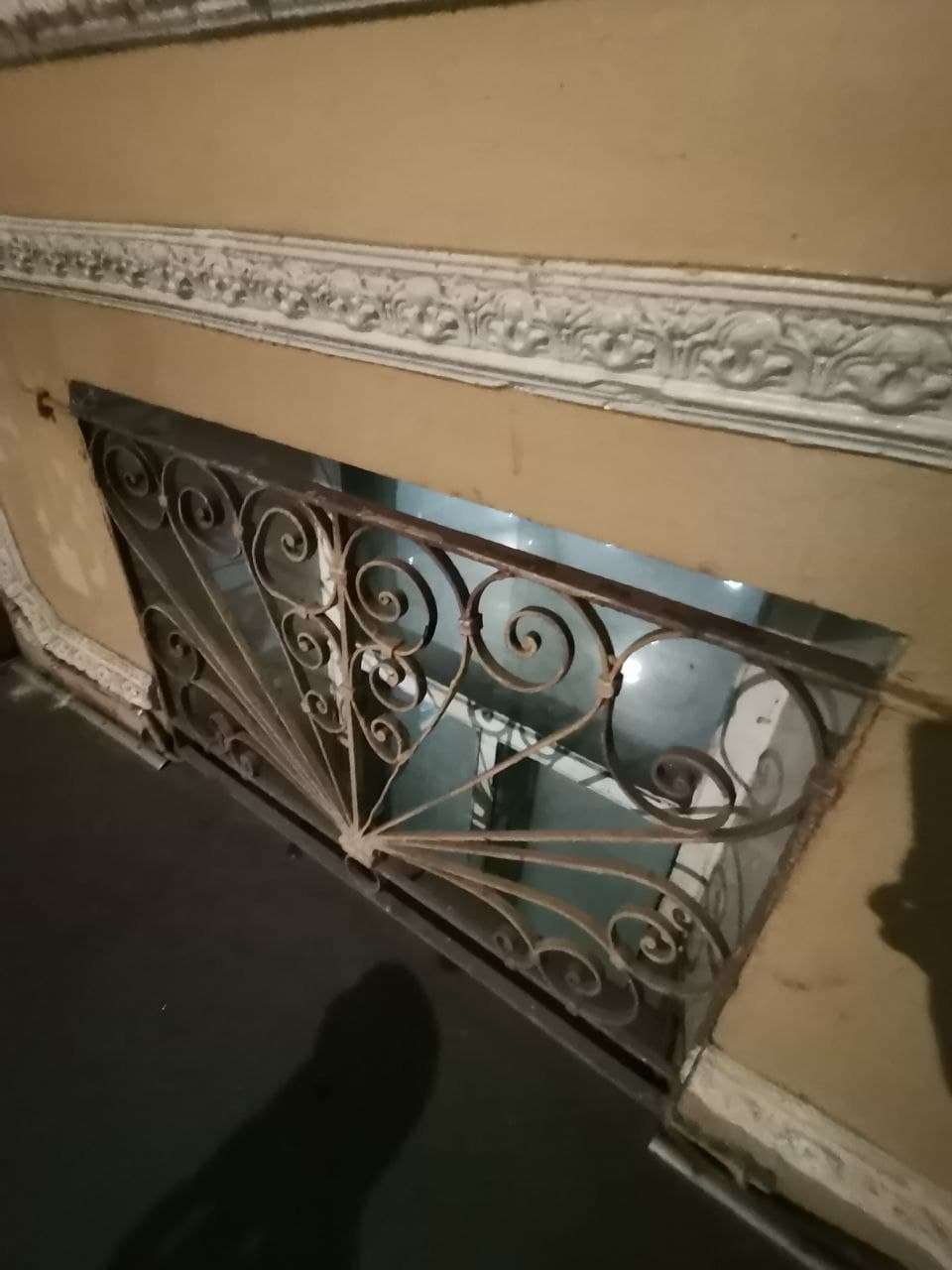
Кована решітка
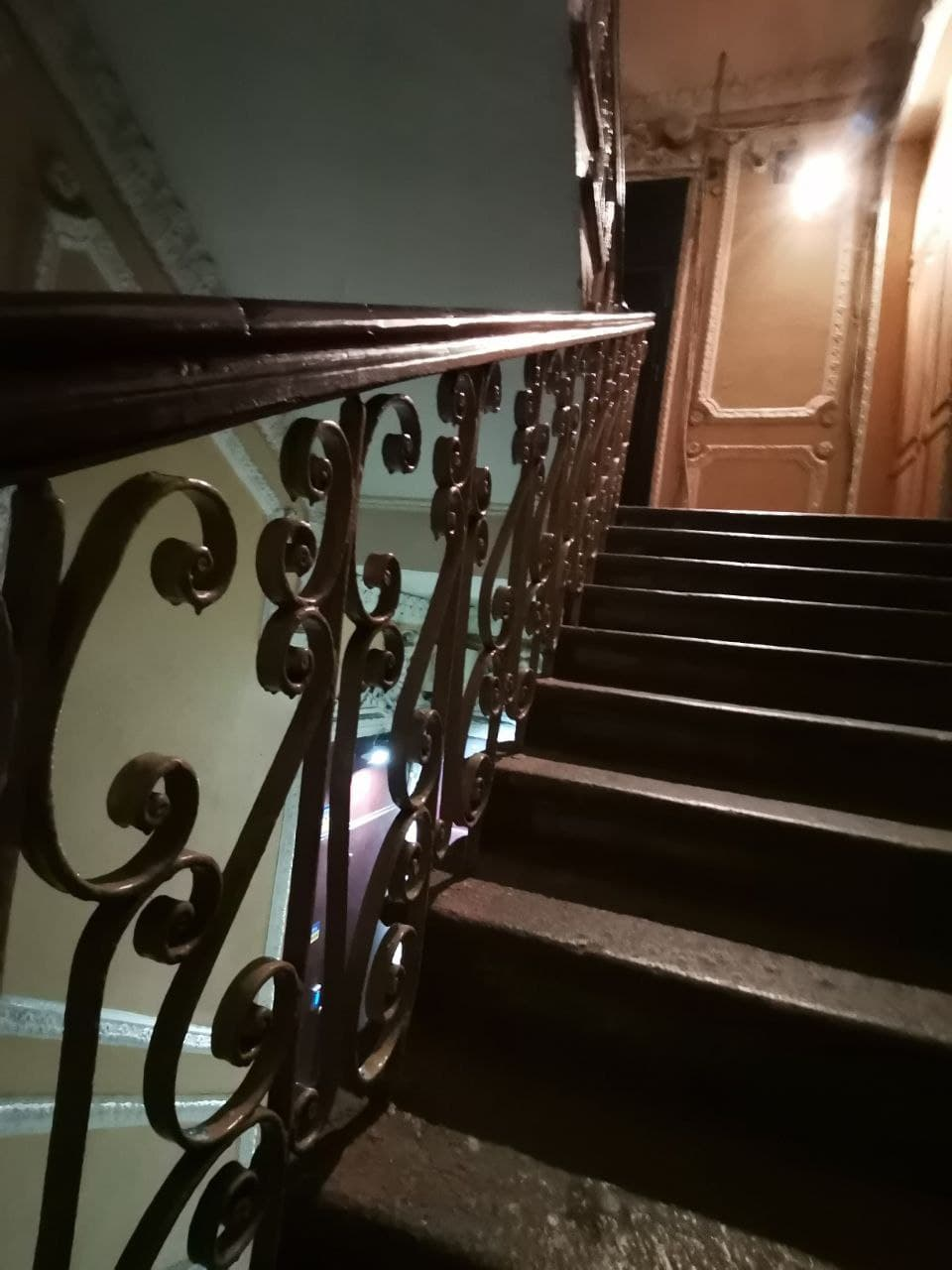
Сходи
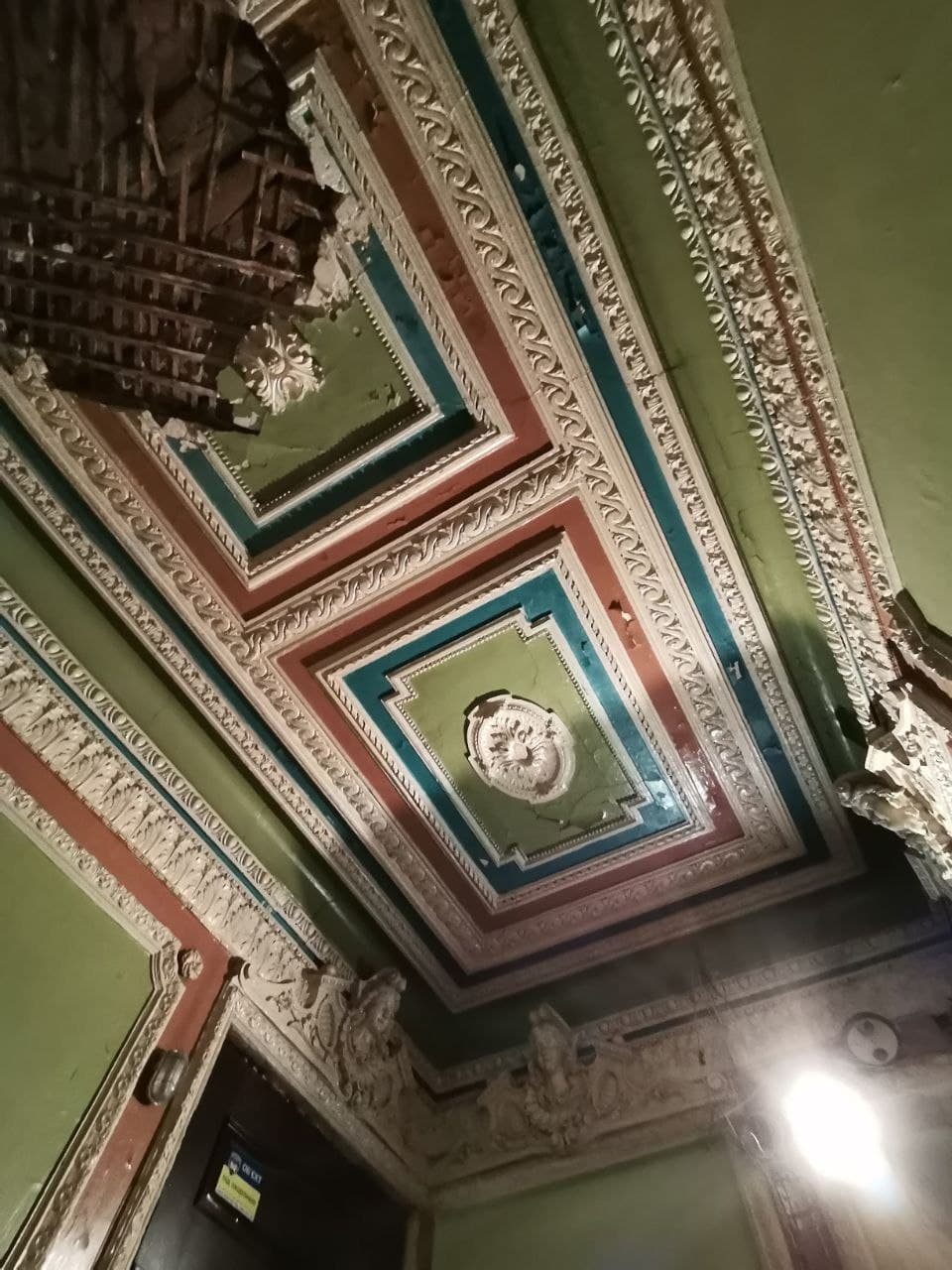
Стеля
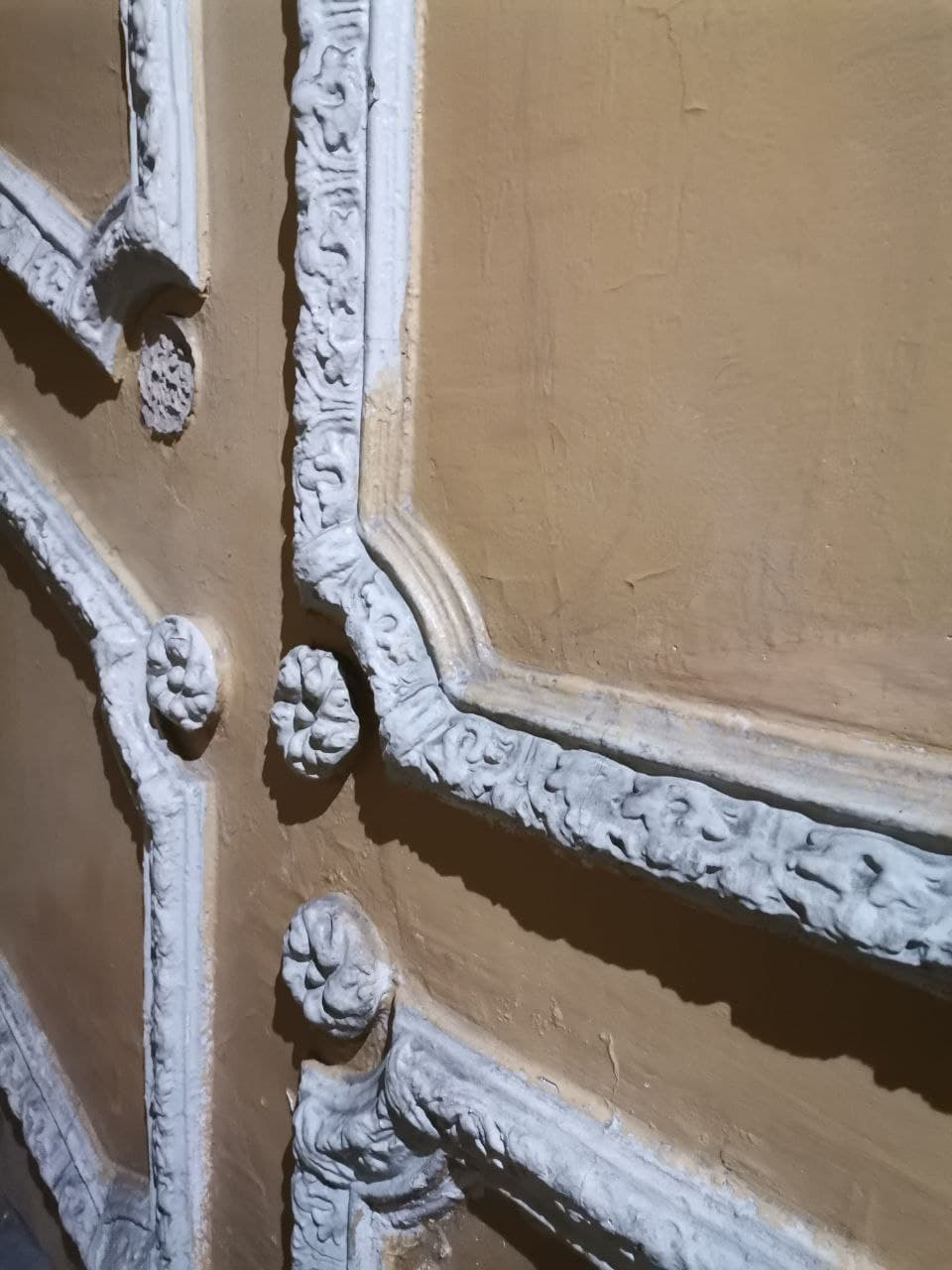
Ліпнина
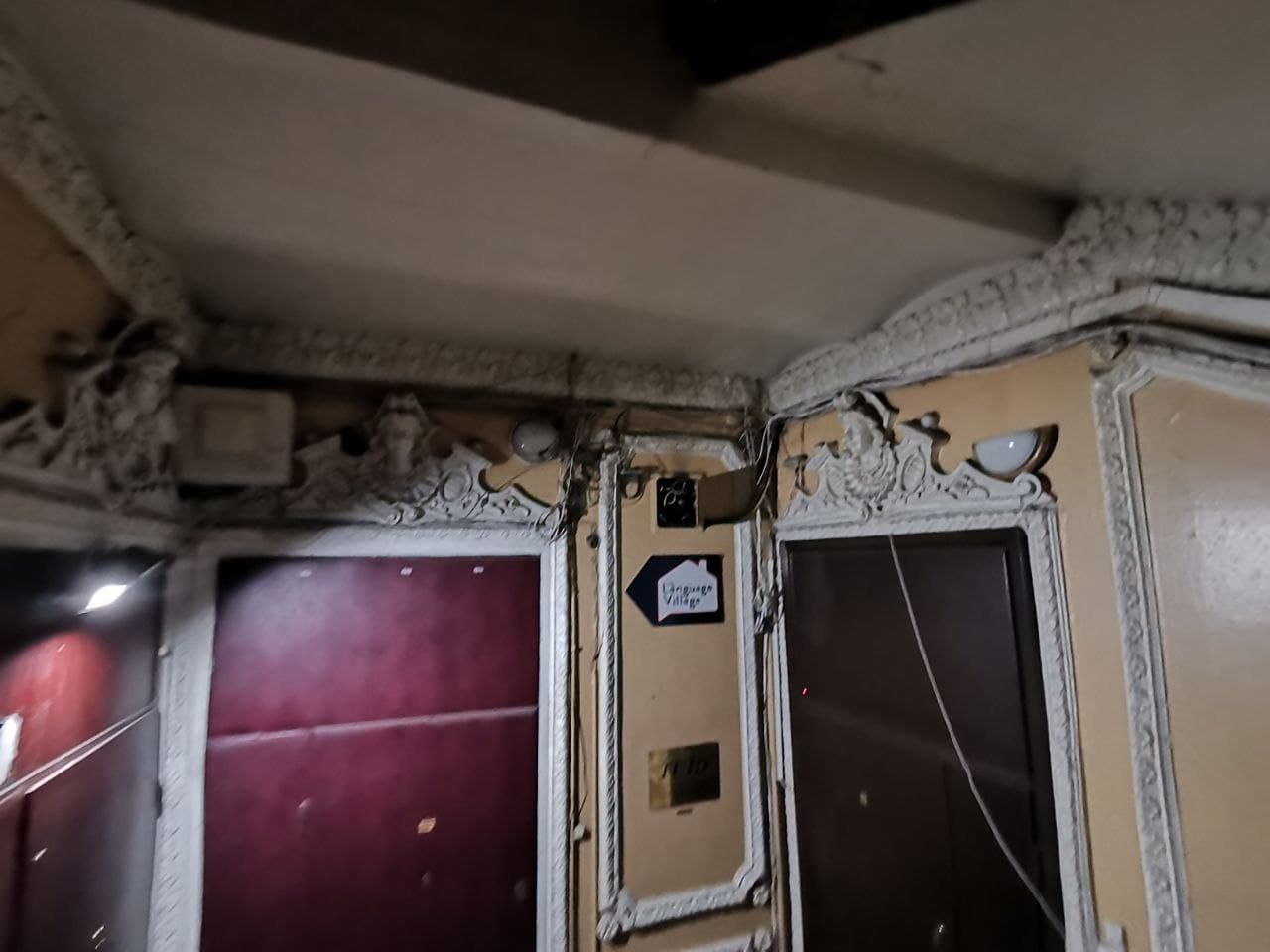
Ліпнина над дверима
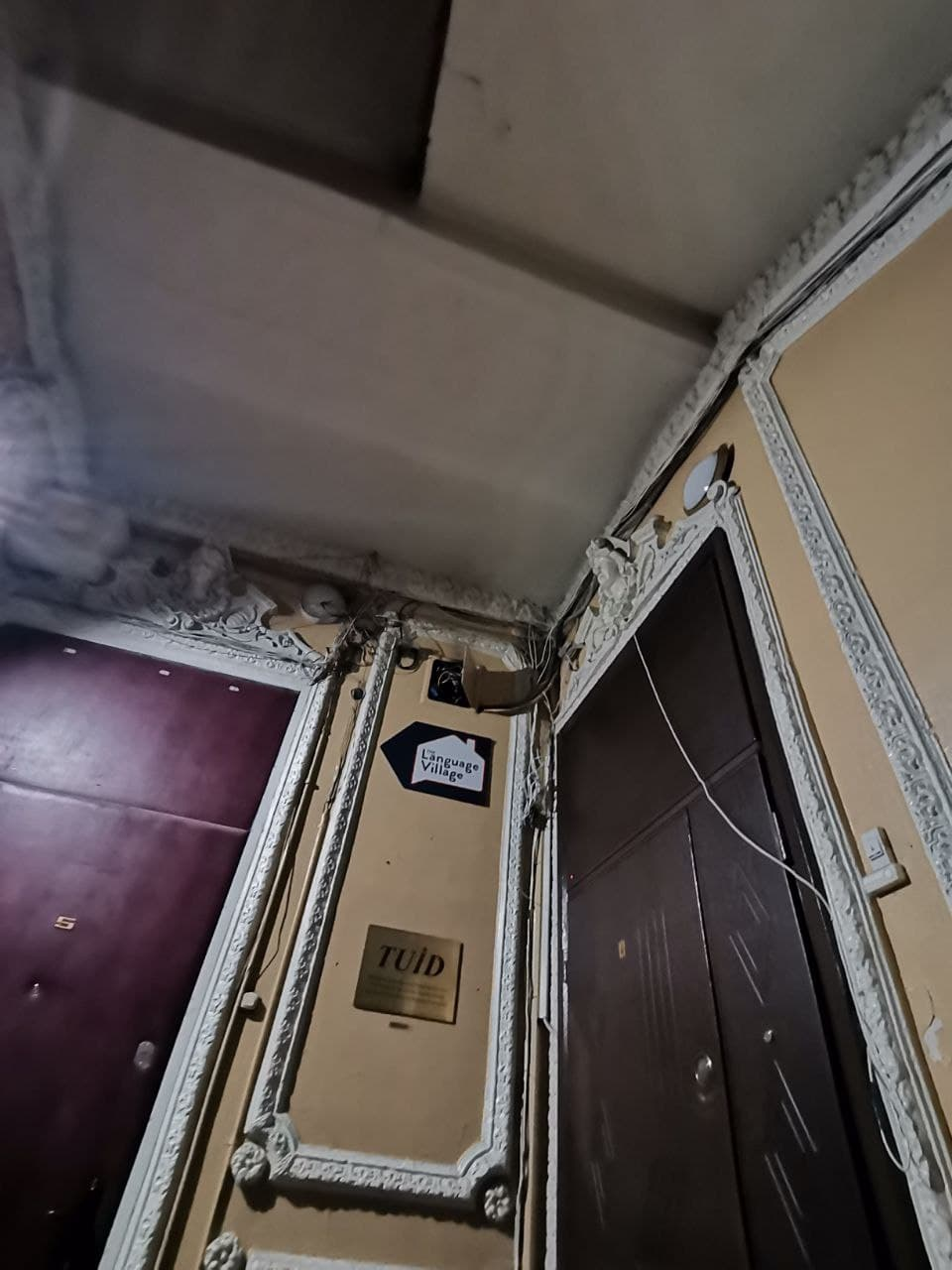
Висота стель